# Burg Schönbrunn (Schönbrunn)
Die Burg Schönbrunn ist eine abgegangene spätmittelalterliche Burganlage im Fichtelgebirge, rund 170 Meter westlich der evangelisch-lutherischen Pfarrkirche St. Peter von Schönbrunn, in der oberfränkischen Gemeinde Wunsiedel im Fichtelgebirge in Bayern, Deutschland. 

## Geschichte
Im Jahr 1314 war das „Schloss“ Schönbrunn im Besitz eines Tuto de Hertenberg. Kurz darauf wurde die Burg wohl zerstört, denn 1344 musste sich Heinrich von Hertenberg verpflichten, den Burgstall zu Schönbronn wieder aufzubauen. Erhalten hat sich von der Turmhügelburg (Motte) nur der Turmhügel, der durch einen Wall und einen Graben gesichert wurde. Die Burgstelle ist als Bodendenkmal Nummer D-4-5937-0010: Turmhügel des späten Mittelalters geschützt.

## Beschreibung
Der Burgstall der Motte (siehe auch Liste deutscher Turmhügelburgen) liegt am nördlichen Talrand der Röslau auf einem sanft nach Südsüdwesten abfallenden Berghang auf etwa 600 m ü. NN Höhe und damit etwa 60 Höhenmeter über dem Talboden. Er ist von einem als Naturdenkmal geschützten Birkenbestand bewachsen.
Der quadratische Turmhügel mit abgerundeten Ecken misst 42 mal 40 Meter, seine Oberfläche ist eingeebnet. Dieser Hügel ist von einem Ringgraben mit Außenwall umgeben, der ihn an der Nordnordwest- und an der Ostnordostseite vom ansteigenden Berghang abriegelt. An der Südsüdost- und an der Westsüdwestseite zieht sich der Wallgraben den Berghang hinab und verläuft dann bis etwa sechs Meter unterhalb der Hügelkuppe entlang. Im Ostnordosten wurde der Graben wenige Meter zugefüllt, der Außenwall abgetragen, hierbei handelt es sich wohl um einen rezenten Zugang. Heute sind keine Fundament- oder sonstige Baureste mehr von der Burganlage erhalten.